# Московский электромеханический завод имени Владимира Ильича
Московский электромеханический завод имени Владимира Ильича — предприятие в Москве.

## История
Торговый дом «Гоппер В. Я. и Ко» для производства паросиловых машин был основан великобританскими подданными  Уильямом Хоппером (в Москве был известен под именем Вильгельма Яковлевича, а также Василия Яковлевича, сыновья носили отчество Васильевич) и Ф. Ф. Ригли в 1847 году. 
После смерти купца 1-й гильдии В.Я. Гоппера (1819-1885) существовавший с 1882 года торговый дом возглавила его жена Елизавета Ивановна с сыновьями Яковом, Василием и Алланом. Они жили в доме при заводе на Даниловской улице. 
Машиностроительный и чугунолитейный завод  в Москве имел два отделения — на Софийской набережной (дом 12/14) и за Бутырской заставой (Складочная ул., 6). Предприятие изготавливало разные машины для фабрик и заводов, включая паровые машины (работали в 1870-е на текстильных фабриках Москвы - ситценабивной Прохоровской Трехгорной мануфактуре, суконной фабрике Бабкиных, красильной фабрике Третьякова в Серпухове, шерстоотделочной фабрике Найденова в Москве), гидравлические прессы, маховики для паровых машин и двигателей, трансмиссии, фрикционные муфты и др.
В 1910 году на заводе 460 рабочих, годовое производство составило 900 тыс. рублей.
В 1887 году на заводе организуется первый подпольный марксистский рабочий кружок, установивший связи с петербургским «Союзом борьбы за освобождение рабочего класса». Завод стал подлинным большевистским центром Замоскворечья, всей Москвы.
Впоследствии завод был переведён на производство военной продукции, куплен (1916) предпринимателем Львом Михельсоном и носил его имя. В том же году было освоено снарядное производство. В марте 1917 года на заводе был избран заводской комитет, в который вошли большевики и сочувствующие большевикам рабочие. Комитет установил контроль за производством, и завод был национализирован.
30 августа 1918 года на территории завода произошло покушение на Владимира Ильича Ленина.
9 сентября 1922 года заводу было присвоено имя Ленина.
Завод входил в структуры народного комиссариата боеприпасов СССР. На заводе были впервые изготовлены ракетные снаряды «Катюша». В 1941 году завод был эвакуирован в Челябинск, на завод № 78 (Станкомаш).
С 1947 года производит электротехнические изделия и электродвигатели. В советское время был известен стиральными машинами «ЗВИ». В настоящее время завод является акционерным обществом и носит название ОАО «ЗВИ».
На нынешний момент завод ничего не производит, а сдаёт офисы в аренду.

## Достопримечательности
В городском сквере перед заводоуправлением установлен памятный камень (1918) на месте покушения на Ленина 30 августа 1918 года, а на территории — бюст В. И. Ленина работы скульптора С. Д. Меркурова (1947).

## Известные люди, связанные с заводом
- Долгов, Анатолий Кузьмич (1917—1975) — Заслуженный военный лётчик СССР, полковник. В 1932—1937 годах работал на заводе модельщиком.
- Андреев, Павел Дмитриевич (1903—1917) — 14-летний участник Октябрьской революции